# Psilopsyche kolbiana
Psilopsyche kolbiana är en nattsländeart som beskrevs av Georg Ulmer 1907. Psilopsyche kolbiana ingår i släktet Psilopsyche och familjen Philorheithridae. Inga underarter finns listade i Catalogue of Life.